# 石井謙伍
石井 謙伍（いしい けんご、1986年4月2日 - ）は、北海道石狩市出身の元サッカー選手。ポジションはFW。

## 来歴
高校進学と同時にコンサドーレ札幌ユースU-18に加入。当時からトップチームの練習に参加するなど徐々に頭角を現し、2004年12月3日、野田達郎と共に2005年シーズン以降のトップチーム昇格が発表された。

### コンサドーレ札幌
2005年、プロ1年目は背番号25を与えられた。シーズン序盤に堀井岳也が骨折で長期離脱した事に加え、監督の柳下正明の意向もあって早くから出場機会を掴み、公式戦18試合に出場。12月3日のJ2最終節草津戦でプロ初ゴールを挙げた。
2006年は前年をもって退団した堀井岳也から背番号9を引き継いだ。このシーズンはフッキ、相川進也らとポジションを争いながら主力選手に成長。年間通してコンスタントに出場し9ゴールを挙げた。そうした活躍もあって9月には北京オリンピックを目指すU-21日本代表候補のトレーニングキャンプメンバーに選出された。
2007年、監督に三浦俊也が就任すると、この年に加入したダヴィをフォワードの軸に、次いで中山元気が起用されるようになり、多くの試合で控えメンバーに留まったが、与えられた出場機会の中で6ゴールを挙げるなど決定的な働きを見せ、札幌のJ2優勝に貢献した。
2008年に入ると一転して出場機会が激減する。前年に続きダヴィと中山元気の起用が優先された事に加えて、新人の宮澤裕樹の台頭、この年に加入したクライトンのフォワード起用などもあり、また、6月に右膝内側側副靱帯損傷の怪我を負った影響も重なってしまい、リーグ戦の出場は9試合に留まり、プロ4年目にして初めてゴールを挙げられないシーズンとなった。
2009年、監督に石崎信弘が就任すると、副キャプテンを任され中心選手として期待された。開幕戦に先発出場を果たしたが、以降はこの年に加入したキリノと宮澤裕樹の活躍、大卒新人で同い年の上原慎也の台頭もあって出場機会を失う事となった。11月28日に札幌との契約満了、12月17日には愛媛FCへの完全移籍が相次いで発表された。

### 愛媛FC
2010年、愛媛からは背番号11を与えられ、前年に18ゴールを挙げ自身と入れ替わるように愛媛から札幌へ移籍した内村圭宏の穴を埋められる存在として期待された。監督のバルバリッチの信頼を勝ち取り開幕戦から先発出場を果たし、以降も主力選手の一人として活躍した。6月13日J2第17節札幌戦で移籍後初ゴールを、8月29日J2第24節札幌戦ではPKを任され愛媛の通算200得点目となるゴールを挙げ勝利に貢献するなど、前年まで所属した古巣を相手に奮闘した。
2011年は齋藤学が移籍加入しポジション争いは激化したが、主力選手として年間を通して多くの試合で活躍した。シーズン初ゴールこそ5月27日J2第14節岐阜戦まで持ち越しとなったものの、以降は調子を上げ11月16日の天皇杯3回戦広島戦では決勝ゴールを挙げ、愛媛の対広島戦初勝利に貢献した。
2012年、前年14ゴールを挙げた齋藤学が退団したが、有田光希らが新たに加入し依然として激しいポジション争いを強いられるも、シーズン序盤からゴールを挙げるなどし主力選手としてコンスタントに活躍した。夏場に入るとチームは不振に陥ってしまうが、9月23日J2第35節岡山戦で決勝ゴールを挙げ14試合ぶりとなる勝利に貢献。試合後のヒーローインタビューでは待望の勝利に言葉を詰まらせ涙した。また、このシーズンより本格的に主戦場を右サイドへ移した。
2013年、石丸清隆が新監督に就任すると信頼を勝ち取り、3月3日J2開幕戦山形戦に先発出場を果たしゴールを挙げ勝利に貢献。続く3月10日J2第2節松本戦でもゴールを挙げ、その他の得点シーンにも絡むなど、シーズン前半の愛媛において欠かせない存在となっていたが、7月末に右膝内側側副靭帯損傷の怪我を負い離脱した。11月27日、古巣の札幌へ5年ぶりに復帰することが発表された。

### 北海道コンサドーレ札幌
2014年、5年ぶりに復帰すると1月、札幌のサイト上で行われた練習試合のスタメン投票では1位を獲得。サポーターの期待度、人気度も高かった。シーズン通してコンスタントに出場し、36試合3得点を記録した。
2016年9月11日、J2リーグ第31節のザスパクサツ群馬戦で史上27人目となるJ2通算300試合出場を達成した。シーズン通して27試合に出場し、クラブのJ2優勝と5年ぶりのJ1昇格に貢献した。
2017年、自身にとっては2008年ぶりのJ1の舞台で開幕スタメンを勝ち取り、そこから3試合連続でスタメン出場を果たすが、その後はルヴァンカップ、天皇杯のみの出場となってしまった。チームは16年ぶりのJ1リーグ残留を果たすも、12月1日に契約満了が発表された。

### タイリーグ・南葛SC
2018年、タイリーグ2部のサムットサーコーンFCへの完全移籍が発表された。
2019年、東京都社会人サッカーリーグ・南葛SCへ移籍。
2022年11月15日、現役引退を発表。

## 所属クラブ
ユース経歴
- 花川南イレブン
- ADEAM SAPPORO FC（現 前田中央FC U-15）
- コンサドーレ札幌ユースU-18（北海道札幌篠路高等学校）

プロ経歴
- 2005年 - 2009年  コンサドーレ札幌
- 2010年 - 2013年  愛媛FC
- 2014年 - 2017年  コンサドーレ札幌/北海道コンサドーレ札幌
- 2018年  サムットサーコーンFC
- 2019年 - 2022年  南葛SC

## 個人成績
| 国内大会個人成績 | 国内大会個人成績   | 国内大会個人成績 | 国内大会個人成績 | 国内大会個人成績 | 国内大会個人成績 | 国内大会個人成績 | 国内大会個人成績 | 国内大会個人成績 | 国内大会個人成績 | 国内大会個人成績 | 国内大会個人成績 |
| 年度             | クラブ             | 背番号           | リーグ           | リーグ戦         | リーグ戦         | リーグ杯         | リーグ杯         | オープン杯       | オープン杯       | 期間通算         | 期間通算         |
| 年度             | クラブ             | 背番号           | リーグ           | 出場             | 得点             | 出場             | 得点             | 出場             | 得点             | 出場             | 得点             |
| 日本             | 日本               | 日本             | 日本             | リーグ戦         | リーグ戦         | リーグ杯         | リーグ杯         | 天皇杯           | 天皇杯           | 期間通算         | 期間通算         |
| ---------------- | ------------------ | ---------------- | ---------------- | ---------------- | ---------------- | ---------------- | ---------------- | ---------------- | ---------------- | ---------------- | ---------------- |
| 2005             | 札幌               | 25               | J2               | 17               | 1                | -                | -                | 1                | 0                | 18               | 1                |
| 2006             | 札幌               | 9                | J2               | 37               | 9                | -                | -                | 4                | 0                | 41               | 9                |
| 2007             | 札幌               | 9                | J2               | 36               | 6                | -                | -                | 1                | 1                | 37               | 7                |
| 2008             | 札幌               | 9                | J1               | 9                | 0                | 3                | 0                | 0                | 0                | 12               | 0                |
| 2009             | 札幌               | 9                | J2               | 16               | 1                | -                | -                | 1                | 0                | 17               | 1                |
| 2010             | 愛媛               | 11               | J2               | 28               | 3                | -                | -                | 1                | 0                | 29               | 3                |
| 2011             | 愛媛               | 11               | J2               | 32               | 4                | -                | -                | 3                | 1                | 35               | 5                |
| 2012             | 愛媛               | 11               | J2               | 37               | 6                | -                | -                | 1                | 0                | 38               | 6                |
| 2013             | 愛媛               | 11               | J2               | 29               | 5                | -                | -                | 0                | 0                | 29               | 5                |
| 2014             | 札幌               | 19               | J2               | 36               | 3                | -                | -                | 0                | 0                | 36               | 3                |
| 2015             | 札幌               | 19               | J2               | 14               | 1                | -                | -                | 0                | 0                | 14               | 1                |
| 2016             | 札幌               | 19               | J2               | 27               | 1                | -                | -                | 1                | 0                | 28               | 1                |
| 2017             | 札幌               | 19               | J1               | 4                | 0                | 7                | 0                | 1                | 0                | 12               | 0                |
| タイ             | タイ               | タイ             | タイ             | リーグ戦         | リーグ戦         | リーグ杯         | リーグ杯         | FA杯             | FA杯             | 期間通算         | 期間通算         |
| 2018             | サムットサーコーン | 99               | タイ2部          | 26               | 8                |                  |                  |                  |                  | 26               | 8                |
| 日本             | 日本               | 日本             | 日本             | リーグ戦         | リーグ戦         | リーグ杯         | リーグ杯         | 天皇杯           | 天皇杯           | 期間通算         | 期間通算         |
| 2019             | 南葛               | 25               | 東京都1部        |                  |                  | -                | -                | -                | -                |                  |                  |
| 2020             | 南葛               | 25               | 東京都1部        |                  |                  | -                | -                | -                | -                |                  |                  |
| 2021             | 南葛               | 25               | 関東2部          | 2                | 0                | -                | -                | -                | -                | 2                | 0                |
| 2022             | 南葛               | 25               | 関東1部          | 3                | 0                | -                | -                | -                | -                | 3                | 0                |
| 通算             | 日本               | 日本             | J1               | 13               | 0                | 10               | 0                | 1                | 0                | 24               | 0                |
| 通算             | 日本               | 日本             | J2               | 309              | 40               | -                | -                | 13               | 2                | 322              | 42               |
| 通算             | 日本               | 日本             | 関東1部          | 3                | 0                | -                | -                | -                | -                | 3                | 0                |
| 通算             | 日本               | 日本             | 関東2部          | 2                | 0                | -                | -                | -                | -                | 2                | 0                |
| 通算             | 日本               | 日本             | 東京都1部        |                  |                  | -                | -                |                  |                  |                  |                  |
| 通算             | タイ               | タイ             | タイ2部          |                  |                  |                  |                  |                  |                  |                  |                  |
| 総通算           | 総通算             | 総通算           | 総通算           | 327              | 40               | 10               | 0                | 14               | 2                | 351              | 42               |

- Jリーグ初出場　2005年3月5日 J2 第1節 対ヴァンフォーレ甲府 （小瀬）
- Jリーグ初得点　2005年12月3日 J2 第44節 対ザスパ草津 （札幌ド）

## タイトル

### チーム
北海道コンサドーレ札幌
- J2リーグ（2007年）（2016年）

## 代表歴
- 2006年 U-21日本代表